# Dan Biggers
Daniel Upshaw „Dan“ Biggers (* 18. Januar 1931 in Newton County, Georgia; † 5. Dezember 2011 in Rome, Georgia) war ein US-amerikanischer Schauspieler und Schulleiter, der vor allem durch seine Rolle als Dr. Frank Robb in der Fernsehserie In der Hitze der Nacht bekannt wurde.

## Leben
Biggers wurde 1931 in Newton County im US-Bundesstaat Georgia geboren. Er war der Sohn des späten Wilson Morris Biggers und von Martha Anderson.
Im Anschluss an seine Schulzeit studierte Biggers Englisch und Sprachwissenschaften am Georgia Southern College, das er mit einem Bachelor abschloss. Seinen Master-Abschluss erwarb er im Anschluss an der Universität von Georgia, an der er auch promovierte. Während seiner Zeit an der Universität war er zudem Betreuer der Erstsemester. Nach seinem Militärdienst, bei dem er an den ersten Atombombentests beteiligt war, unterrichtete er in den späten 1950er-Jahren Englisch und Psychologie an der High School von Toccoa. Im Jahr 1963 wurde er Schulleiter der Thornwood School in Rome, die später in die Darlington Lower School integriert wurde. Vor seiner Zeit an der Darlington School gehörte er zum Stab von Dean Tate, Dekan an der University of Georgia, und begleitete Charlayne Hunter, heute Korrespondentin des Public Broadcasting Service, als sie sich 1961 als eine der ersten afroamerikanischen Studentinnen an der University von Georgia einschrieb.
1966 wechselte er an das Berry College, an dem er das Beratungsprogramm aufbaute und 1971 Studiendekan wurde. Während seiner Amtszeit als Studiendekan kam es zu einem Studentenaufstand. Er wurde von den Berry-Studenten zum Mitarbeiter des Jahres gewählt und erhielt die Auszeichnung „Alumni Member of the Year“.
Im Jahr 1976 wurde er Direktor von Oak Hill und des Martha Berry Museums, wo er 1996 nach dreißig Dienstjahren in den Ruhestand ging. Er erhielt zahlreiche Auszeichnungen, darunter 1983 den Phoenix Award, der ihm von der Society of American Travel Writers für seine Führungsrolle auf dem Gebiet der Erhaltung und Bewahrung verliehen wurde. Außerdem gehörte er dreizehn Jahre lang dem Vorstand des Greater Rome Convention and Visitors Bureau an, war Präsident der Rome Travel and Tourism Association und half beim Aufbau der Northwest Georgia Travel Association.
Biggers starb im Alter von 80 Jahren an den Folgen der Alzheimer-Krankheit und wurde auf dem Oaknoll Memorial Gardens Cemetery in Rome beigesetzt. Er wurde von seiner Ehefrau Edna Baird, mit der er 56 Jahre verheiratet war, sowie seinen drei Söhnen Bradford, Reed und Branham überlebt.

## Schauspielkarriere
Biggers’ Schauspielkarriere begann am Rome Little Theatre, an der er mehrere Schauspielpreise gewann.
Seinen ersten Auftritt vor der Kamera hatte er 1962 in Maid in America. Seinen Durchbruch feierte er 1985 mit einer Rolle in The Slugger’s Wife. Er spielte acht Jahre lang Dr. Robb in 43 Folgen der Fernsehserie In der Hitze der Nacht. 1997 spielte Biggers die Rolle des Harry Cram in der von Clint Eastwood inszenierten Verfilmung des Bestsellers Mitternacht im Garten von Gut und Böse von John Berendt. Er wurde sowohl vom Rome International Film Festival als auch von der Georgia Screen Actor’s Guild für sein Lebenswerk ausgezeichnet. Im Jahr 2003 erhielt er zudem den „Lifetime Achievement Award“ der AFTRA. Seinen letzten Auftritt vor der Kamera hatte er im Jahr 2005 in Elizabethtown. Er wirkte in fünfunddreißig Filmen und Fernsehserien mit und war zudem in Werbespots und Industriefilmen zu sehen.
Im deutschen Sprachraum wurde Biggers unter anderem von Gernot Duda, Gerd Duwner, Harald Halgardt, Gerd Holtenau, Horst Kempe, Joachim Konrad, Peter Neusser, Walter Reichelt und Jochen Schröder synchronisiert.

## Filmografie (Auswahl)
- 1982: Maid in America (Fernsehfilm)
- 1983: Mord im falschen Bezirk (Fernsehfilm)
- 1984: Wenn’s zweimal klingelt
- 1985: American Playhouse (Fernsehserie)
- 1985: Go Tell It on the Mountain
- 1985: Die Frau des Profis
- 1986: Das abenteuerliche Leben des John Charles Fremont (Miniserie)
- 1989: Home Fires Burning (Fernsehfilm)
- 1989: Skandal in Cold Sassy (Fernsehfilm)
- 1989: Glory
- 1990: Terrys Versprechen (Fernsehfilm)
- 1991: Perfect Harmony (Fernsehfilm)
- 1991: Tollwütig (Fernsehfilm)
- 1991: White Lie (Fernsehfilm)
- 1991: Das Ende des Schweigens (Fernsehfilm)
- 1991: Basket Case 3 – Die Brut
- 1991: Der Fall Marie Hilley (Fernsehfilm)
- 1992: I’ll Fly Away (Fernsehserie)
- 1992: Crossroads (Fernsehserie)
- 1993: Queen (Miniserie)
- 1993: Mütter ohne Skrupel (Fernsehfilm)
- 1993: Anklage – Abgetrieben (Fernsehfilm)
- 1993: Das Biest hinter der Maske (Fernsehfilm)
- 1993: Tanz mit dem weißen Hund (Fernsehfilm)
- 1994: Und Freiheit für alle (Fernsehfilm)
- 1994: Die älteste noch lebende Rebellenwitwe erzählt (Miniserie)
- 1989–1995: In der Hitze der Nacht (Fernsehserie)
- 1996: Savannah (Fernsehserie)
- 1997: Mitternacht im Garten von Gut und Böse
- 1997: A Christmas Memory (Fernsehfilm)
- 1997: Flash (Fernsehfilm)
- 1999: Auf die stürmische Art
- 1999: The Price of a Broken Heart (Fernsehfilm)
- 2001: Boykott (Fernsehfilm)
- 2005: Elizabethtown